# Distretto di İncirliova
Il distretto di İncirliova (in turco İncirliova ilçesi) è uno dei distretti della provincia di Aydın, in Turchia.